# Ben Campbell
Ben Campbell, född 20 augusti 1991 i Masterton, är en nyzeeländsk professionell golfspelare som spelar för Range Goats GC i Liv Golf samt på Asian Tour. Han har tidigare spelat på PGA Tour of Australasia.
Campbell har vunnit två Asian-vinster och en Australasia-vinst. Han deltog också vid 2022 års The Open Championship men där klarade Campbell dock inte den fastställda kvalgränsen efter två rundor. Hans bästa resultat i Liv Golf var en tredje plats vid Liv Golf Singapore 2025 och erhöll 1,5 miljoner amerikanska dollar i prispengar.